# Ralf von Domfront
Ralf von Domfront (Lat. Radulfus, frz. Raoul; † um 1149 in Italien) war ein Prälat der katholischen Kirche in Outremer und von 1135 bis zu seiner Absetzung 1140 lateinischer Patriarch von Antiochia.
Er stammte aus Domfront in der Normandie. 1135 wurde er zum Nachfolger des verstorbenen Patriarchen Bernhard von Valence gewählt.
1136 ergriff er Partei für die junge Fürstin Konstanze von Antiochia, als er sie heimlich mit Raimund von Poitiers verheiratete, der eigentlich Konstanzes verwitwete Mutter Alice von Jerusalem heiraten wollte. Allerdings erregte er sogleich die Ungnade des neuen Fürsten Raimunds, als er diesem im Rahmen von dessen Krönung eine Huldigung abverlangte. Raimund bemühte sich um seine Absetzung, insbesondere unter dem Vorwand, Ralf sei 1135 unkanonisch gewählt worden.
Nach vierjährigem Streit wurde Ralf schließlich im Dezember 1140 auf einem Konzil in Antiochia unter dem Vorsitz des päpstlichen Legaten Alberich, Bischof von Ostia, seines Amtes enthoben und inhaftiert. Nach kurzem konnte er nach Rom entweichen, wo er die Sache dem Papst Innozenz II. vortrug. Nach erreichter Wiedereinsetzung starb er, noch bevor er wieder nach Outremer aufbrechen konnte. Manche vermuten, dass er vergiftet wurde.
Sein Nachfolger wurde Aimerich von Limoges.